# Liga Nacional de Baloncesto (República Dominicana)
La Liga Nacional de Baloncesto —también conocida por su siglas LNB— es la liga de baloncesto profesional más importante de la República Dominicana. Actualmente está compuesta por 8 equipos profesionales que representan múltiples provincias del país. La Liga Nacional de Baloncesto es una de las tres principales ligas de deportes profesionales de la nación junto a la LIDOM y la LDF. Se disputa desde 2005 y tan solo se vio interrumpida en dos ocasiones: en 2009 tras varios cambio de la fecha inicial de la competición y, en 2020, debido a la pandemia de COVID-19.
Fue fundada en Santo Domingo el 6 de septiembre de 2004, como Liga Dominicana de Baloncesto (Lidoba por su acrónimo). Adoptó el nombre de Liga Nacional de Baloncesto en mayo de 2010, tras la reconstrucción.

## Historia
La liga fue fundada el lunes 6 de septiembre de 2004 en el Hotel Lina en Santo Domingo, con el nombre de la «Liga Dominicana de Baloncesto» (Lidoba, por su acrónimo) por un grupo de empresarios y exjugadores de baloncesto con el apoyo de la Federación dominicana de baloncesto. Para entonces ya hubieran existidos varios intentos de una liga nacional de baloncesto profesional sin éxito alguno. El partido inaugural de la liga fue disputado el viernes 1 de julio de 2005 en el Palacio de los Deportes Virgilio Travieso Soto, donde los Panteras del Distrito Nacional derrotaron a los Indios de San Francisco de Macorís con un marcador de 79 por 63. Los Reales de La Vega fueron los primeros campeones de la liga tras derrotar a los Panteras 4 juegos a 2 en la serie final.
En 2009, la temporada fue cancelada debido a carencia de recursos económicos, poco apoyo de la afición y varios cambios con respecto a la fecha de inicio del campeonato. Estos motivos afectaron profundamente a las ventas, promoción y estructura de los ocho equipos de la liga. La última de tres fechas anunciadas para el inicio del torneo fue para el 15 de septiembre, la cual no llegó a celebrarse porque chocaría con la Liga de Béisbol Profesional de la República Dominicana 2009-2010, entonces la liga de baloncesto pasaría a un segundo plano ya que el béisbol es el deporte más popular y de mayor difusión en la nación. El miércoles 19 de mayo de 2010 se anunció el regreso de la liga tras tres meses de reconstrucción con una nueva imagen y nombre, tras estos cambios la liga adoptó el nombre de Liga Nacional de Baloncesto (LNB, por su siglas). La Liga Nacional de Baloncesto 2010 fue la primera temporada bajo ese nombre, pero solo contó con 36 partidos en la serie regular (9 por equipo). Al año siguiente, la liga volvió a los habituales 80 partidos de la serie regular (20 por equipo).
El 17 de agosto de 2016, Spalding y la liga anunciaron un balón oficial y exclusivo para la liga, introducido durante el Round Robin (la Semifinal) de la Liga Nacional de Baloncesto 2016. Con este hecho, la LNB se convirtió en la segunda liga de baloncesto profesional de Latinoamérica con un balón personalizado con su propio logo, después de la Liga Nacional de Básquetbol de Chile. Sin embargo, se convirtió en la primero liga de baloncesto profesional de Latinoamérica en tener un balón diseñado con colores y especificaciones especiales de la liga.
En mayo de 2022, la liga anunció nuevos cambios en el formato de la competición y que se utilizaría el Baden Elite como balón oficial de la liga a partir del torneo de 2022.

## Sistema de competición
La competición consta de un grupo único integrado por ocho equipos de diferentes ciudades de la República Dominicana. Siguiendo un sistema de liga, los ocho equipos se enfrentan todos contra todos en dos ocasiones, una de local y otra de visitante, sumando un total de 14 partidos por equipo en la fase regular. La clasificación se establece teniendo en cuenta los puntos obtenidos en cada enfrentamiento, a razón de dos por partido ganado y uno en caso de derrota.
Al final de la fase regular, los seis primeros clasificados avanzan a la fase de eliminación para definir los semifinalistas del torneo. Todos los resultados de la fase regular de la competición son transferidos a la fase de eliminación. Una vez allí, se continua con el sistema de liga, los seis equipos se enfrenta nueva vez todos contras todos en dos ocasiones más, sumando un total de 10 partidos por equipo en la fase eliminatoria.
Una vez concluida la fase de eliminación, los cuatro primeros de la tabla clasifican a las semifinales del torneo. Allí, los cuatro equipos se emparejaran de acuerdo con su clasificación en la fase eliminatoria y disputan unas series eliminatorias al mejor de cinco partidos (al mejor de siete en la serie final). Los primeros clasificados tienen ventaja de campo y los emparejamientos se hacen favoreciendo la clasificación previa, es decir el primero juega con el cuarto y el segundo con el tercero. El ganador de la serie final de estas eliminatorias es proclamado campeón de la LNB. Además, la liga entrega el premio Jugador Más Valioso de la Serie Final. Este premio es otorgado al jugador más destacado de la serie final.

## Equipos
Los equipos que hasta la fecha juegan cada temporada son: 
| Equipo                             | Ciudad                     | Sede                                    |
| ---------------------------------- | -------------------------- | --------------------------------------- |
| Cañeros del Este                   | La Romana                  | Polideportivo Eleoncio Mercedes         |
| Indios de San Francisco de Macorís | San Francisco de Macorís   | Pabellón Mario Ortega                   |
| Leones de Santo Domingo            | Santo Domingo              | Polideportivo Mauricio Báez             |
| Marineros de Puerto Plata          | Puerto Plata               | Polideportivo Fabio Rafael González     |
| Metros de Santiago                 | Santiago de los Caballeros | Gran Arena del Cibao                    |
| Reales de La Vega                  | La Vega                    | Palacio de los Deportes Fernando Teruel |
| Soles del Este                     | San Pedro de Macorís       | Polideportivo Rolando Ramírez           |
| Titanes del Sur                    | San Cristobal              | Polideportivo San Cristóbal             |

## Campeones
| Año  | Campeón                                         | Resultado                                       | Subcampeón                                      |
| ---- | ----------------------------------------------- | ----------------------------------------------- | ----------------------------------------------- |
| 2005 | Reales de La Vega                               | 4-2                                             | Panteras del Distrito Nacional                  |
| 2006 | Metros de Santiago                              | 4-3                                             | Constituyentes de San Cristóbal                 |
| 2007 | Metros de Santiago                              | 4-2                                             | Panteras del Distrito Nacional                  |
| 2008 | Constituyentes de San Cristóbal                 | 4-2                                             | Reales de La Vega                               |
| 2009 | No hubo torneo                                  | No hubo torneo                                  | No hubo torneo                                  |
| 2010 | Cañeros de La Romana                            | 4-1                                             | Tiburones de Puerto Plata                       |
| 2011 | Leones de Santo Domingo                         | 4-2                                             | Cocolos de San Pedro de Macorís                 |
| 2012 | Cañeros del Este                                | 4-2                                             | Indios de San Francisco de Macorís              |
| 2013 | Indios de San Francisco de Macorís              | 4-3                                             | Titanes del Licey                               |
| 2014 | Metros de Santiago                              | 4-2                                             | Titanes del Distrito Nacional                   |
| 2015 | Metros de Santiago                              | 4-3                                             | Cañeros del Este                                |
| 2016 | Leones de Santo Domingo                         | 4-3                                             | Metros de Santiago                              |
| 2017 | Metros de Santiago                              | 4-1                                             | Leones de Santo Domingo                         |
| 2018 | Reales de La Vega                               | 4-2                                             | Cañeros del Este                                |
| 2019 | Indios de San Francisco de Macorís              | 4-3                                             | Metros de Santiago                              |
| 2020 | No hubo torneo debido a la pandemia de COVID-19 | No hubo torneo debido a la pandemia de COVID-19 | No hubo torneo debido a la pandemia de COVID-19 |
| 2021 | Leones de Santo Domingo                         | 4-2                                             | Titanes del Distrito Nacional                   |
| 2022 | Leones de Santo Domingo                         | 4-3                                             | Indios de San Francisco de Macorís              |
| 2023 | Reales de La Vega                               | 4-3                                             | Titanes del Distrito Nacional                   |
| 2024 | Titanes del Distrito Nacional                   | 4-0                                             | Reales de La Vega                               |
| 2025 | Titanes del Sur                                 | 4-0                                             | Metros de Santiago                              |

### Campeonatos por equipo
| Equipo                             | Campeonatos | Subcampeonatos | Años de campeonatos           | Años de subcampeonatos        |
| ---------------------------------- | ----------- | -------------- | ----------------------------- | ----------------------------- |
| Metros de Santiago                 | 5           | 3              | 2006, 2007, 2014, 2015 y 2017 | 2016, 2019 y 2025             |
| Leones de Santo Domingo            | 4           | 3              | 2011, 2016, 2021 y 2022       | 2005, 2007 y 2017             |
| Titanes del Sur                    | 3           | 5              | 2008, 2024 y 2025             | 2006, 2013, 2014, 2021 y 2023 |
| Reales de La Vega                  | 3           | 2              | 2005, 2018, 2023              | 2008 y 2024                   |
| Cañeros del Este                   | 2           | 2              | 2010 y 2012                   | 2015 y 2018                   |
| Indios de San Francisco de Macorís | 2           | 2              | 2013 y 2019                   | 2012 y 2022                   |
| Marineros de Puerto Plata          | 0           | 1              |                               | 2010                          |
| Soles de Santo Domingo Este        | 0           | 1              |                               | 2011                          |

## Presidentes
- Pedro Leandro Rodríguez, Presidente desde 2004 hasta 2007.[11]
- Nelson Guillén, Presidente desde 2007 hasta 2008.[11]
- Federico Lalane José, Presidente desde 2010 hasta 2015.[12]
- Antonio Mir, Presidente desde 2015 hasta la actualidad.[13]

## Récords individuales

### Temporada regular

#### En un partido
| Categoría   | Jugador               | Récord | Equipo                          | Oponente                      | Fecha                   | Ref           |
| ----------- | --------------------- | ------ | ------------------------------- | ----------------------------- | ----------------------- | ------------- |
| Puntos      | Adris de León         | 54     | Metros de Santiago              | Huracanes del Atlántico       | 11 de agosto de 2016    | [ 14 ] [ 15 ] |
| Rebotes     | Jack Michael Martínez | 22     | Cocolos de San Pedro de Macorís | Leones de Santo Domingo       | 27 de julio de 2011     | [ 16 ] [ 17 ] |
| Rebotes     | Jonathan Araujo       | 22     | Cañeros del Este                | Soles de Santo Domingo Este   | 21 de julio de 2018     | [ 18 ]        |
| Asistencias | Jaison Valdez         | 16     | Leones de Santo Domingo         | Titanes del Sur               | 28 de mayo de 2025      | [ 19 ] [ 20 ] |
| Tapones     | Scott VanderMeer      | 11     | Leones de Santo Domingo         | Titanes del Distrito Nacional | 15 de julio de 2011     | [ 21 ] [ 22 ] |
| Triples     | Courtney Nelson       | 11     | Huracanes del Atlántico         | Metros de Santiago            | 3 de septiembre de 2011 | [ 23 ] [ 24 ] |
| Triples     | Adris de León         | 11     | Metros de Santiago              | Huracanes del Atlántico       | 11 de agosto de 2016    | [ 14 ] [ 15 ] |

#### En una temporada
| Categoría   | Jugador        | Récord | Equipo                             | Temporada |
| ----------- | -------------- | ------ | ---------------------------------- | --------- |
| Puntos      | Gerardo Suero  | 523    | Indios de San Francisco de Macorís | 2017      |
| Rebotes     | Alexis Montas  | 261    | Cañeros del Este                   | 2011      |
| Asistencias | Richard Ortega | 159    | Indios de San Francisco de Macorís | 2008      |
| Robos       | Carlos Wheeler | 67     | Panteras del Distrito Nacional     | 2005      |
| Tapones     | Edward Santana | 76     | Cañeros de La Romana               | 2005      |

Nota: En las estadísticas de robos y tapones no se tomaron en cuenta las temporadas 2006 y 2007, ya que se encontraron registro de las estadísticas de robos y tapones de dichos años.